# Бергман, Рэм
Рэм Бергман (ивр. רם ברגמן‎; род. 1970, Ришон-ле-Цион) — израильский кинопродюсер, известный фильмами «Кирпич», «Петля времени», «Звёздные войны: Последние джедаи» и «Достать ножи», которые были написаны и сняты режиссёром Райаном Джонсоном.

## Биография
Бергман родился в Ришон-ле-Ционе, Израиле. Начиная с 1994 года он продюсировал более 25 фильмов. Самые известные фильмы где он принимал участие являются «Кирпич» и «Петля времени», созданные в сотрудничестве с режиссёром Райаном Джонсоном. В 2013 году он продюсировал фильм «Страсти Дон Жуана» с Джозефом Гордоном-Левиттом. Вместе с Кэтлин Кеннеди, Бергман взял на себя производство фильмов «Звёздные войны: Последние джедаи» и «Эпизод IX» который ещё не имеет названия.
10 ноября 2017 года Дисней объявил, что Бергман будет руководить новой трилогией «Звездных войн» совместно с Райаном Джонсоном.
Основатель и владелец производственной компании Ram Bergman Productions.

## Фильмография
- Rave Review — 1994
- Power 98 — 1996
- Wedding Bell Blues — 1996
- For Hire — 1998 (исполнительный ко-продюсер)
- Long Time Since — 1998 (исполнительный продюсер)
- Black and White — 1999
- Partners in Crime — 2000
- Stranger than Fiction — 2000
- Танцы в «Голубой игуане» — 2000
- Zoe — 2001
- Убей меня позже — 2001
- Heartbreak Hospital — 2002
- Tough Luck — 2003
- In the Land of Widows — 2004
- Кирпич — 2005
- The Circle — 2005
- Nomad — 2005
- Порочные связи — 2005
- Her Name Is Carla — 2005
- Странные родственники — 2006
- Под одной луной — 2007 (исполнительный продюсер)
- Братья Блум — 2008
- Хамелеон — 2010
- Bunraku — 2010
- Cat Run — 2011 (исполнительный продюсер)
- Старая добрая оргия — 2011 (исполнительный продюсер)
- Голодный кролик атакует — 2011
- Петля времени — 2012
- Страсти Дон Жуана — 2013
- Повесть о любви и тьме — 2015
- Вне/себя — 2015
- Изгой-один. Звёздные войны: Истории — 2016 (некредитованный камео как техник Звезды Смерти)
- Мотылёк — 2017
- Звёздные войны: Последние джедаи — 2017
- Достать ножи — 2019

## Награды
- Золотая медаль «За заслуги» (2022, Сербия)[5].

## Примечание
1. ↑  Israeli Ram Bergman To Produce New Star Wars Movies. jewishbusinessnews.com. 23 июня 2014. Архивировано 25 июня 2014. Дата обращения: 8 сентября 2015.
2. ↑  KEEGAN, REBECCA (20 июня 2014). Rian Johnson boarding 'Star Wars' franchise as writer and director. latimes.com. Архивировано 12 апреля 2019. Дата обращения: 8 сентября 2015.
3. ↑  Rian Johnson, Writer-Director of Star Wars: The Last Jedi, to Create All-New Star Wars Trilogy (англ.). StarWars.com (9 ноября 2017). Дата обращения: 10 ноября 2017. Архивировано 16 ноября 2017 года.
4. ↑  Chris Evangelista. Rian Johnson and Ram Bergman Will Create a Whole New ‘Star Wars’ Trilogy (англ.). SlashFilm.com (9 ноября 2017). Дата обращения: 10 ноября 2017. Архивировано 10 ноября 2017 года.
5. ↑  Укази о одликовањима. Дата обращения: 14 августа 2023. Архивировано 25 мая 2019 года.